# 酷刑花園 (法語小說)
《酷刑花园》（Le Jardin des supplices）是法国作家奥克塔夫·米尔博于1899年所发表的一部小说。

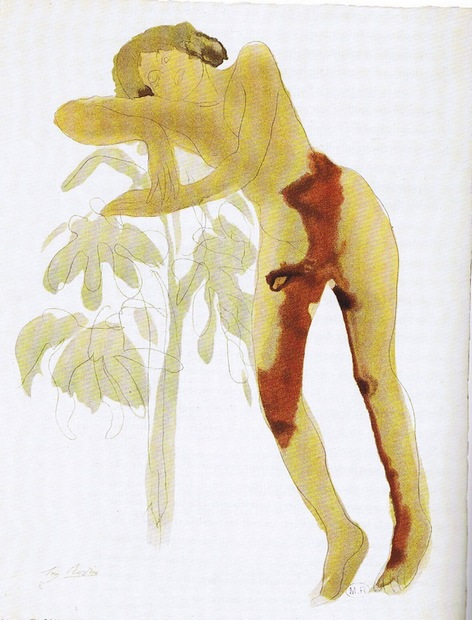
奥古斯特·罗丹 (Auguste Rodin),《秘密花园》, 1902

小说发生于广州的监狱，小说的主人公是法国骗子，他陪伴一个英国人Clara太太走进秘密花园，Clara太太是有虐待狂的人，她很享受地欣赏着那些在这个美丽花园中的酷刑。
米尔博批判各国社会的种种杀人行为和杀人文化：“谋杀正是我们社会机构的基石，因而也是我们文明生活最迫切的需求。如果谋杀不再存在，就不会有任何形式的政府，这一点基于一个令人惊叹的事实，即通常的犯罪，尤其是谋杀，不仅是它们存在的借口，更是它们存在的唯一理由。如果没有谋杀，我们就将生活在完全的无政府状态中，这实在难以想象。因此，不但不能设法消除谋杀，相反极有必要以智慧和毅力培育谋杀。”